# 229P/Gibbs
229P/Gibbs – kometa krótkookresowa, należąca do rodziny Jowisza.

## Odkrycie
Kometa została odkryta 20 września 2009 roku w ramach programu obserwacyjnego Catalina Sky Survey przez Alexa Gibbsa. Zidentyfikowano ją później także na zdjęciach wykonanych w 2001 roku. W nazwie znajduje się nazwisko odkrywcy.

## Orbita komety i właściwości fizyczne
Orbita komety 229P/Gibbs ma kształt elipsy o mimośrodzie 0,37. Jej peryhelium znajduje się w odległości 2,44 j.a., aphelium zaś 5,41 j.a. od Słońca. Jej okres obiegu wokół Słońca wynosi 7,78 roku, nachylenie do ekliptyki to wartość 26,11˚.
Jądro tej komety ma rozmiary maks. kilka km.